# Stanhopea maculosa
Stanhopea maculosa är en orkidéart som beskrevs av George Beauchamp Knowles och Frederic Westcott. Stanhopea maculosa ingår i släktet Stanhopea och familjen orkidéer. Inga underarter finns listade i Catalogue of Life.

## Bildgalleri

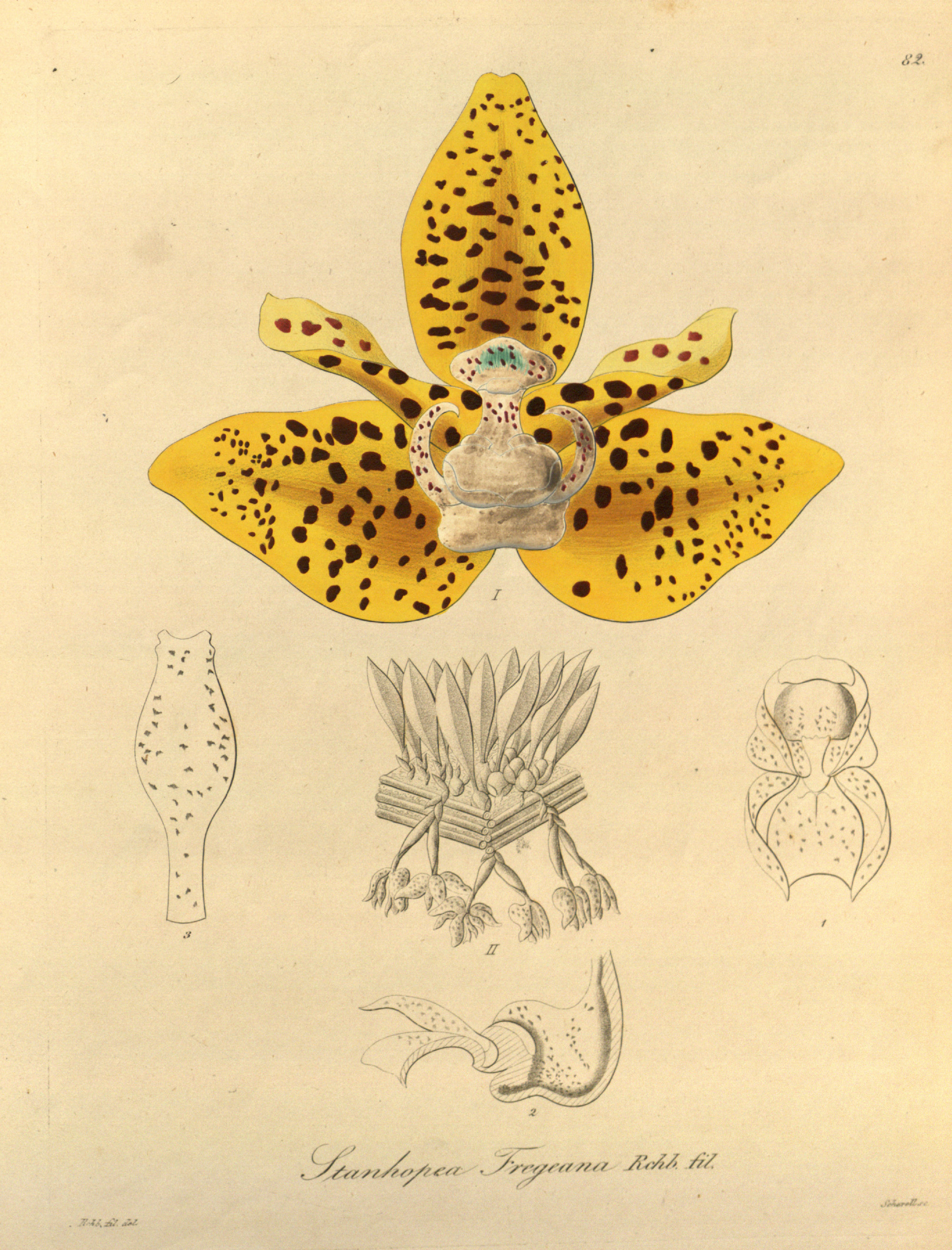